# Нижний Кокшан
Нижний Кокшан — в прошлом отдельная деревня, в настоящее время часть деревни Кокшан в Граховском районе Удмуртии, на реке Кокшанка.

## История
По итогам десятой ревизии в 1859 году в 21 дворе удельной деревни Нижнекокшанская (Быковка Новая) при речке Косманке проживал 301 житель.
С 1924 года деревня входила в состав Новогорского сельсовета.
Постановлением Президиума Верховного Совета УАССР от 20 января 1956 года многоимённость названия одной деревни заменена исторически существовавшим названием — деревни Верхний Кокшан и Нижний Кокшан в деревню Кокшан.